# Les Somnambules (film, 1914)
Pour les articles homonymes, voir Les Somnambules (homonymie).
Les Somnambules est un film muet français réalisé par Louis Feuillade en 1913 et sorti en 1914.

## Fiche technique
- Titre : Les Somnambules
- Réalisation et scénario : Louis Feuillade
- Société de production : Société des Établissements L. Gaumont
- Pays de production :  France
- Langue : Français
- Format : Noir et blanc — 35 mm — 1,33:1 — Muet
- Métrage : 884 m
- Genre : Court métrage
- Date de sortie :
  - France : janvier 1914

## Distribution
- Marcel Lévesque : Jujubier
- Suzanne Le Bret : Madame Jujubier
- Charles Lamy : Pédoizel
- Madeleine Guitty : la caissière
- Andrée Marly : la dame timide
- Edmond Bréon : l'élève pharmacien
- Mademoiselle Le Brun